# Han Ho-gang
Han Ho-gang (ハン・ホガン, sinh ngày 18 tháng 9 năm 1993) là một cầu thủ bóng đá người Cộng hòa Dân chủ Nhân dân Triều Tiên. Anh thi đấu cho Yokohama FC.

## Thống kê câu lạc bộ
Cập nhật đến ngày 20 tháng 2 năm 2017.
| Thành tích câu lạc bộ | Thành tích câu lạc bộ | Thành tích câu lạc bộ | Giải vô địch | Giải vô địch | Cúp                   | Cúp                   | Tổng cộng | Tổng cộng |
| Mùa giải              | Câu lạc bộ            | Giải vô địch          | Số trận      | Bàn thắng    | Số trận               | Bàn thắng             | Số trận   | Bàn thắng |
| Nhật Bản              | Nhật Bản              | Nhật Bản              | Giải vô địch | Giải vô địch | Cúp Hoàng đế Nhật Bản | Cúp Hoàng đế Nhật Bản | Tổng cộng | Tổng cộng |
| --------------------- | --------------------- | --------------------- | ------------ | ------------ | --------------------- | --------------------- | --------- | --------- |
| 2016                  | Montedio Yamagata     | J2 League             | 0            | 0            | –                     | –                     | 0         | 0         |
| 2016                  | Blaublitz Akita       | J3 League             | 1            | 0            | 0                     | 0                     | 1         | 0         |
| Tổng                  | Tổng                  | Tổng                  | 1            | 0            | 0                     | 0                     | 1         | 0         |